# Paralobella palustris
Paralobella palustris (лат.) — вид коллембол рода Paralobella из семейства Neanuridae (Lobellini, Neanurinae). Восточная Азия: Китай, провинция Чжэцзян, Tianmu Mountain, Qianmutian, (высота 1320 м, 30 º 23 ’ N, 119 º 26 ’ E). Название нового вида происходит от места обитания, где он был собран.

## Описание
Мелкие ногохвостки с вытянутым телом. Самцы 2,4 — 2,7 мм, самки 2,5 — 3,0 мм. Окраска: красные живые и белые в спирте. От близких представителей отличаются следующими признаками: наличием 20 зубцов на мандибулах, 4 зубцов и 2 крючков на максиллах, 5 хет (4+s) на каждом бугорке L Abd. II—III, 8 волосков (7+s) на бугорке L абд. IV. Новый вид отнесен к Paralobella, поскольку большинство признаков соответствует диагнозу рода, данному Кассаньо и Дехарвенгом (1984). В работе 2012 года предлагается несколько изменить родовой диагноз, чтобы учесть некоторые дополнительные признаки, такие как мандибулы с большим количеством зубов (более 3 основных), бугорок De на Abd. V отделен от бугорка Dl и бугорок Oc с 1 или 2 хетами. Экология: встречается в болотных мхах в горах.